# Droga międzynarodowa E82 (Polska)
Droga międzynarodowa E82 – byłe oznaczenie drogi w Polsce w latach 1962–1985, prowadzącej śladem Gierkówki od Piotrkowa Trybunalskiego do Warszawy.
Droga E82 pokrywała się z trasą europejską E82 na całej długości.
Na przełomie lat 70. i 80. XX w. wdrożono nowy system numeracji. Za następcę E82 można uznać E67, o identycznym przebiegu, jednak znacznie wydłużona i obejmująca zasięgiem Czechy, kraje bałtyckie (Litwę, Łotwę i Estonię) oraz Finlandię. W lutym 1986 roku Polska przyjęła nowy system numeracji dróg krajowych, a trasy europejskie otrzymały numery krajowe używane zamiennie (równolegle) z międzynarodowymi. Trasa E67 otrzymała numer 8, który co do podstawowej zasady obowiązuje do dziś.
Obecnie polski odcinek posiada następujące oznaczenia krajowe:
| Numer           | Przebieg                     |
| --------------- | ---------------------------- |
| S8              | Piotrków Trybunalski – Janki |
| droga powiatowa | Janki                        |
| droga powiatowa | Janki – Warszawa             |

## Historyczny przebieg E82
- województwo piotrkowskie
  - Piotrków Trybunalski  E16   29  /  T12 [c]
  - Tomaszów Mazowiecki
- województwo skierniewickie
  - Rawa Mazowiecka
  - Huta Zawadzka
  - Mszczonów  27
- województwo warszawskie
  - Janki  E7

odcinek Janki – Warszawa wspólny z E7
- - Warszawa  E8   E12   E81   11   120   121

### Przebieg w Warszawie
- lata 60. i I połowa lat 70.[4][5]:

odcinek wspólny z drogą międzynarodową E7
al. Krakowska – ul. Grójecka – pl. Narutowicza – ul. Grójecka – pl. Zawiszy Czarnego – al. Jerozolimskie do skrzyżowania z ulicą Marchlewskiego i ulicą Chałubińskiego.